# Grafton Street
Pour les articles homonymes, voir Grafton Street (homonymie).
Grafton Street (Sráid Grafton en irlandais) est une des plus importantes rues commerçantes de Dublin.

## Situation et accès
Cette rue piétonne relie la place de College Green (au nord) au parc de St Stephen's Green (au sud), terminus de la ligne verte du Luas. Son nom vient du Duc de Grafton qui possédait les terrains.
De nombreux artistes de rue, musiciens, jongleurs, marionnettistes, etc. s'y produisent régulièrement.
Depuis les années 1980, la majeure partie de la rue est piétonne, à l'exception du morceau entre Nassau Street et College Green.

## Historique
Le Bewley's Oriental Cafe, une institution de Grafton Street depuis son ouverture en 1927, a annoncé à la fin d'octobre 2004, qu'il fermerait avant Noël, tout comme son café de Westmoreland Street. À la suite d'une campagne qui mobilisa beaucoup de monde, dont Catherine Byrne, alors maire de Dublin, le café de Grafton Street, qui avait fermé, a été rouvert, tout comme sa petite salle de spectacle.
De nombreux artistes de rue, dont des musiciens, des mimes et des poètes se produisent régulièrement dans Grafton Street. Ce phénomène est d'ailleurs présenté dans le film Once, avec Glen Hansard du groupe The Frames, ancien artiste de rue de Grafton Street.

## Bâtiments remarquables et lieux de mémoire
La partie comprise entre Nassau Street et College Green contient un bâtiment et un monument importants : la Provost's House de Trinity College (la maison du chef de l'université) et la statue de Molly Malone, qui date de la fin du XXe siècle, qui est devenu un lieu de rendez-vous à Dublin.
Un bronze taille réelle de Phil Lynott a été érigé dans Harry Street, juste à côté de Grafton Street, proche de Stephen's Green, le 19 août 2005.

### Quelques artistes de rue célèbres
- Rodrigo y Gabriela, le duo mexicain de guitare
- Roadmage, mélangeant magie et comédie
- Glen Hansard, ancien artiste de rue de Grafton Street, maintenant membre de The Frames
- Damien Rice, ancien artiste de rue de Grafton Street, devenu un musicien reconnu
- John Nee, pour ses imitations de Charlie Chaplin
- Diceman, qui possédait un magasin de jeux était aussi renommé pour ses performances d'artiste de rue
- Dave McSavage, comédien de Standup et musicien
- Paddy Casey, ancien artiste de rue de Grafton Street, devenu un musicien reconnu
- Allie Sherlock[3], Mel Maryns [4], Cuan Durkin, Paul Jenkinson, Saibh Skelly, ou encore Padraig Cahill de DCT, jeunes musiciens "buskers"

### Présence dans la culture populaire
- Dans la chanson Before the Worst du groupe The Script, Grafton Street est évoquée : "It was Grafton Street on a rainy day night, I was down on one knee and you were mine for life". (C'était Grafton Street lors d'un jour pluvieux, j'avais un genou à terre et tu étais mienne pour la vie.)
- L'auteure-compositeure américaine Nanci Griffith a écrit et composé une chanson du nom de On Grafton Street.
- Bagatelle, un groupe rock irlandais des années 1970, fait référence à Grafton Street dans la chanson Summer in Dublin : "And young people walking down Grafton Street, everyone looking so well". (Et des jeunes descendant Grafton Street, tout le monde ayant l'air si bien.)
- Noel Purcell rendit célèbre la chanson Dublin saunter dans laquelle on trouve les paroles : "Grafton Street's a wonderland, there's magic in the air".(Grafton Street est un endroit merveilleux, il y a de la magie dans l'air.)
- Un des vers du poème On Raglan Road du poète Patrick Kavanagh : "On Grafton Street in November we tripped lightly along the ledge". (Dans Grafton Street en novembre, nous avons légèrement trébuché le long du rebord.)
- Dido a un titre du nom de "Grafton Street" sur son album "Safe Trip Home".